# Dilluns trist
El Dilluns trist —Blue Monday en anglès— és una data senyalada per mitjans de comunicació com la més trista de l'any i que es concreta en el tercer dilluns de l'any. Fou una afirmació feta el 2005 per un psicòleg anglès anomenat Cliff Arnall en el marc d'una campanya pagada per una agència de viatges. La data suposadament es basa en una fórmula que considera diversos factors com el clima o la distància amb les festes nadalenques. L'afirmació és àmpliament considerada pseudociència fins i tot pel mateix autor, i ha sigut refutada posteriorment per altres investigadors. A més, la suposada validesa que li dona el fet de ser afirmada per un psicòleg que ha impartit algunes classes a la Universitat de Cardiff (i d'allí que siga citat com un "psicòleg de la Universitat de Cardiff") és desmuntada pel psicòleg Dean Burnett, el qual, a més, considera que és extremadament improbable que la depressió clínica ocórrega a grans grups de persones al mateix temps de l'any, i també considera una falta de respecte als malalts d'aquesta condició en tractar-la com un fenomen temporal quan realment no ho és. En la mateixa línia, Ben Goldacre, metge i divulgador científic, també desacredita l'equació i en diu que «probablement el més prodigiós de tots els productors d'equacions falses».